# Eunice Kamanda
Eunice Kamanda est une sculptrice congolaise.

## Biographie
Issue de l'Académie des beaux-arts de Kinshasa, Eunice Kamanda a découvert sa passion pour la sculpture dès son plus jeune âge dans l'atelier de son père, Kamanda Ntumba. Après ses études à l'Académie des Beaux-Arts de Kinshasa, où elle a obtenu son diplôme de Licence en sculpture en 2008, elle s'est engagée à créer des œuvres d'art uniques et captivantes, repoussant les limites de la sculpture traditionnelle,,,.